# Chronologie de la guerre du Donbass

Ceci est une chronologie de la guerre dans le Donbass. Le 24 février 2022, la guerre dans le Donbass s'est transformée en invasion de l'Ukraine par la Russie.

## 2022

### Janvier
- 1er janvier : La loi « Sur les fondements de la résistance nationale » entre en vigueur en Ukraine. Il a établi un certain nombre de mesures relatives à la mobilisation civile et à la résistance en cas d'agression extérieure. Le rôle principal du mouvement serait assuré par le commandant des Forces d'opérations spéciales[1]. Un soldat ukrainien, blessé le 27 décembre 2021, est décédé des suites de ses blessures dans un hôpital militaire de Kharkiv[2].
- 8 janvier : Le centre de presse Ukrainian Joint Forces rapporte six violations pro-russes du cessez-le-feu, dont un vol de drone non autorisé au-dessus des positions ukrainiennes. Un soldat ukrainien a été blessé au combat. Dans la zone d'opérations orientale, Pisky est devenu la cible de fusils antichars sans recul de 73 mm et de Mortier 82-PM-41 . Novomykhailivka a été touchée par des tirs de mitrailleuses lourdes, des lance-grenades automatiques et des mortiers de 82 mm. Les troupes ukrainiennes à Bohdanivka ont été harcelées par des tirs d'armes légères. Sur le front nord, les redoutes ukrainiennes de Stanytsia Louhanska ont été touchées par des VOG-17 grenades tirées par un drone pro-russe. Des tirs d'armes légères ont été signalés à Krymsk[3],[4].
- 10 janvier : Le centre de presse des forces conjointes ukrainiennes enregistre deux attaques pro-russes contre leurs positions, toutes deux dans la région de Pisky, sur le front oriental. Deux militaires ukrainiens sont morts après l'explosion de mines terrestres alors qu'ils étaient en mission dans la zone tampon. Pisky a reçu des tirs d'armes légères, de mitrailleuses lourdes et de fusils antichars sans recul de 73 mm[5],[6].
- 11 janvier : Un soldat ukrainien est tué alors qu'il combattait les forces pro-russes[7]. Une seule attaque pro-russe contre les troupes ukrainiennes a été signalée par le centre de presse des forces conjointes ukrainiennes, lorsque les redoutes ukrainiennes de Novotoshkivske, dans la zone d'opérations nord, ont été touchées par des tirs d'armes légères et de mitrailleuses lourdes[8].
- 12 janvier : Le centre de presse des forces conjointes ukrainiennes enregistre trois violations pro-russes de la trêve ; un soldat ukrainien a été blessé au combat. Dans la zone d'opérations orientale, Prychepylivka est devenue la cible de roquettes antichars et de fusils antichars sans recul de 73 mm à deux reprises. Sur le front nord, des salves de mortier de 120 mm ont atterri à Novozvanivka[9].
- 22 janvier : Le centre de presse des forces conjointes ukrainiennes signale quatre violations pro-russes du cessez-le-feu, toutes dans la zone d'opérations orientale. Un soldat ukrainien a été blessé au combat. Le village de Maisk a été bombardé à deux reprises avec des lance-grenades automatiques. Vodiane est devenue la cible de lance-roquettes antichars et de mortiers de 82 mm ; plus tard dans la journée, un drone pro-russe a lancé une frappe sur les positions ukrainiennes en tirant une fusée VOG-17[10].
- 23 janvier : Selon le centre de presse des Forces conjointes ukrainiennes, les forces pro-russes lancent dix attaques sur leurs positions le long de la ligne de démarcation. Un soldat ukrainien a été blessé au combat. Dans la zone d'opérations Est, le fief de Vodiane a été touché par les tirs combinés de mortiers de 82 mm et 120 mm, ainsi que de différents types de grenades et de roquettes. À Prichepilivka, les positions ukrainiennes ont été pilonnées par des tirs de mitrailleuses lourdes et des roquettes antichars. Sur le front nord, Novozvanivka a été touchée par un barrage d'artillerie de 122 mm, tandis que les redoutes ukrainiennes de Popasna sont devenues la cible de mitrailleuses lourdes, de lance-grenades automatiques et de mortiers de 120 mm. Les troupes ukrainiennes à Katerinivka ont été harcelées avec des tirs d'armes légères et différents types de grenades et de roquettes[11].
- 25 janvier : Le centre de presse des forces conjointes ukrainiennes enregistre cinq violations pro-russes de la trêve ; deux soldats ukrainiens ont été blessés au combat, dont un grièvement. Les forces ukrainiennes ont riposté. Tous les incidents ont eu lieu dans la zone d'opérations orientale. Les redoutes ukrainiennes de Pyshchevyk ont été touchées par une frappe de drone avec des roquettes VOG-17. Avdiïvka a reçu des tirs de mitrailleuses lourdes et de fusils antichars sans recul de 73 mm. Marïnka a été touchée par des tirs d'armes légères et de roquettes antichars, tandis que les troupes ukrainiennes à Shyrokyne ont été harcelées avec des armes légères et des tirs de mitrailleuses lourdes[12],[13].
- 27 janvier : Le centre de presse des forces conjointes ukrainiennes signale deux violations pro-russes du cessez-le-feu. Dans la zone d'opérations orientale, les troupes ukrainiennes à Marinka ont été harcelées par des tirs d'armes légères. Sur le front nord, les forces ukrainiennes repoussent une tentative pro-russe d'infiltrer un groupe de forces spéciales à travers la ligne de démarcation[14].

### Février
- 2 février : Le centre de presse des forces conjointes ukrainiennes enregistre quatre violations pro-russes de la trêve ; un soldat ukrainien a été blessé au combat. Les incidents ont eu lieu dans la zone d'opérations orientale[15]. Un poste de contrôle ukrainien à Hnutove a fait l'objet d'une frappe de drone ; une grenade VOG-17 a explosé à côté de l'avant-poste[16]. Les positions ukrainiennes à Vodiane ont essuyé des tirs de mitrailleuses lourdes, de lance-roquettes antichars et de mortiers de 82 mm. Talakivka a été bombardée avec des lance-grenades automatiques et des lance-roquettes antichars, tandis que Vodiane a été touchée par des roquettes antichars[15].
- 5 février : le centre de presse des forces conjointes ukrainiennes fait état de six violations pro-russes du cessez-le-feu ; deux soldats ukrainiens ont été blessés. Tous les incidents se sont produits dans la zone d'opérations orientale. Les forces pro-russes ont lancé une attaque avec deux drones sur le bastion ukrainien de Pavlopil ; l'avion sans pilote a tiré quatre grenades VOG-17 au centre-ville, touchant un bâtiment scolaire. Les troupes ukrainiennes à Pyshchevyk ont reçu des tirs de lance-roquettes antichars, de lance-grenades automatiques et d'armes légères. Le village de Berezove a été attaqué avec des lance-grenades automatiques et des armes légères ; des tirs d'armes légères ont également été signalés à Pisky[17]. Des sources pro-russes de Donetsk ont dénoncé six attaques ukrainiennes contre leurs positions militaires. Les forces ukrainiennes ont tiré différents systèmes de lance-grenades et des mortiers de 120 mm sur Novoshyrokivske et Sosnovskoye, dans la région de Marioupol, et, dans la périphérie de la ville de Donetsk, sur le Spartak et Donetsk même. Un garage et plusieurs véhicules civils ont été endommagés[18].
- 8 février : Selon le centre de presse des forces conjointes ukrainiennes, les forces pro-russes ont lancé trois attaques contre leurs positions le long de la ligne de démarcation, dont deux dans la zone d'opérations orientale. Nevelske est devenu la cible d'une frappe de drone ; l'avion sans équipage a tiré une grenade VOG-17 sur des positions ukrainiennes. Pisky a été touché par des roquettes antichars. Sur le front nord, les troupes ukrainiennes à Svitlodarsk ont reçu des tirs d'armes légères et de lance-roquettes antichars[19].
- 10 février : Le centre de presse des forces conjointes ukrainiennes fait état de huit violations pro-russes du cessez-le-feu. Dans la zone d'opérations orientale, Taramchuk a été touché par trois grenades VOG-17 tirées par un drone pro-russe. Pisky, quant à lui, est devenu la cible de différents systèmes de lance-grenades. Les troupes ukrainiennes à Hranitne ont été harcelées avec des mitrailleuses lourdes et des tirs d'armes légères ont été signalés à proximité de Vodiane. Sur le front nord, Zaïtsevo a reçu des tirs d'armes d'infanterie, de lance-grenades automatiques et de lance-roquettes antichars. Les positions à Popasna ont été touchées par des tirs d'armes légères et de mitrailleuses lourdes[20].
- 13 février : L'OSCE évacue son personnel de la ville de Donetsk[21].
- 15 février : à Moscou, la Douma d'État approuve une motion demandant au président Vladimir Poutine la reconnaissance de l'indépendance des républiques séparatistes d'Ukraine, avec 351 voix positives, 16 négatives et une abstention[22]. Selon le centre de presse des forces conjointes ukrainiennes, les forces pro-russes ont lancé quatre attaques contre leurs positions le long de la ligne de démarcation, toutes sur le front nord. Le village de Katerynivka a été touché par des missiles guidés antichars. Orikhove a été bombardé avec des lance-roquettes antichars et des mortiers de 120 mm ; Stanytsia Luhanska a reçu des tirs de mortiers de 82 mm. Lobacheve est devenu la cible de roquettes antichars[23]. Les forces pro-russes ont riposté en utilisant l'artillerie[24].
- 16 février : La principale agence d'enquête fédérale de Russie, la Comité d'enquête de la fédération de Russie, a affirmé avoir vu des preuves que « des milliers de civils russophones » avaient été tués par les forces ukrainiennes dans la région du Donbass". Ils ont accusé l'armée ukrainienne "d'utiliser des armes létales d'action aveugle conçues pour éliminer les personnes et les infrastructures aussi efficacement que possible". Les experts ont déclaré que ces affirmations étaient de la propagande "pour justifier le renforcement militaire [de la Russie] à la frontière ukrainienne"[25].
- 17 février : Le centre de presse des forces conjointes ukrainiennes rapporte à la presse que les forces pro-russes ont rompu le cessez-le-feu à 60 reprises, la plupart impliquant l'utilisation d'artillerie lourde et de mortiers. Lors des principaux incidents sur le front nord, les zones résidentielles de Stanytsia Luhanska ont été touchées par trente-deux obus d'artillerie de 122 mm. La majeure partie de la ville s'est retrouvée sans électricité, tandis qu'un jardin d'enfants a été endommagé et trois civils ont été blessés. Novotoshkivke a été bombardé trois fois avec des lance-roquettes antichars, des mortiers de 120 mm et de l'artillerie de 122 mm. Les chars pro-russes ouvrent le feu sur les redoutes ukrainiennes à Troitske, appuyés par des mortiers de 82 mm et 120 mm. Luhansk est devenu la cible de mortiers de 120 mm et d'artillerie lourde de 122 mm. Dans la zone d'opérations orientale, un barrage d'artillerie de 152 mm a frappé Prichepilivka, tandis que des missiles guidés antichar ont été tirés sur Novoselivka. Avdiivka et Nevelske ont reçu des tirs de mortiers de 120 mm[26]. Les rebelles soutenus par la Russie et les forces ukrainiennes se sont mutuellement accusés d'avoir tiré à travers la ligne de cessez-le-feu, « sonnant l'alarme à un moment où les pays occidentaux ont mis en garde contre la possibilité d'une invasion russe d'un jour à l'autre. Les détails des incidents n'ont pas pu être confirmés de manière indépendante, et les rapports initiaux suggéraient qu'elles étaient d'une ampleur similaire aux violations du cessez-le-feu qui ont été courantes tout au long des huit années de conflit." Les observateurs de l'Organisation pour la sécurité et la coopération en Europe (OSCE) avaient enregistré "plusieurs bombardements le long de la ligne de contact"[27].
- 18 février : Le chef de la république populaire autoproclamée de Donetsk, Denis Pouchiline, a annoncé une évacuation massive de civils vers l'oblast de Rostov, en Russie, au milieu de la détérioration de la situation sécuritaire dans la région[28]. Une opération similaire a également été annoncée par le chef de la soi-disant république populaire de Louhansk, Leonid Passetchnik[29].
- 19 février : Les dirigeants des républiques séparatistes du Donbass déclarent mobilisation générale et ordonnent aux femmes et aux enfants d'évacuer vers la Russie[30],[31]. Le service de renseignement russe FSB a déclaré que deux obus ukrainiens ont atterri sur le territoire russe. Des sources militaires ukrainiennes ont déclaré que les images d'obus étaient truquées et que "des mercenaires étaient arrivés dans l'est de l'Ukraine tenue par les séparatistes pour organiser des provocations en collaboration avec les forces spéciales russes"[31]. Le centre de presse des forces conjointes ukrainiennes a fait état de 136 violations pro-russes du cessez-le-feu, dont 116 utilisant des armes interdites par les accords de Minsk. Deux soldats ukrainiens ont été tués par des tirs d'artillerie séparatistes et quatre autres ont été blessés. Dans les principaux incidents, sur le front de l'Est, Marinka a essuyé quatre tirs, étant la cible de mortiers de 120 mm et de missiles guidés antichars. Novotroitske a été pilonné à six reprises avec des lance-grenades automatiques, des mortiers de 82 mm, des mortiers de 120 mm et de l'artillerie de 122 mm. Starohnativka a été bombardée quatre fois avec des mortiers de 82 mm, des mortiers de 120 mm, de l'artillerie de 122 mm et 152 mm. Novohnativka a reçu à trois reprises des tirs de mortiers de 120 mm et d'artillerie de 122 mm. Sur le front nord, des chars pro-russes ont engagé quatre fois des positions ukrainiennes autour de Stanytsia Louhanska, appuyés par des mortiers de 120 mm et de l'artillerie de 122 mm. Krymske a fait l'objet de cinq attaques à l'aide de mitrailleuses lourdes, de lance-roquettes antichars, de fusils antichars sans recul de 73 mm, de mortiers de 82 mm, de mortiers de 120 mm et d'artillerie de 122 mm. Shchastya a été la cible, à cinq reprises, de mitrailleuses lourdes, de lance-grenades automatiques et de mortiers de 82 mm. Zaitseve a reçu trois tirs de mortiers de 120 mm et d'artillerie de 152 mm[32].
- 20 février : Le ministère ukrainien de la Défense signale un total de 116 violations du cessez-le-feu par les forces d'occupation russes avec des bombardements intensifs, y compris des incidents impliquant des armes interdites par les accords de Minsk. Certains habitants des zones contrôlées par les séparatistes ont déclaré aux journalistes de CNN des bombardements intensifs, dont l'origine n'est pas claire. Les autorités russes ont déclaré que 40 000 personnes avaient été évacuées vers la Russie, un nombre que CNN n'a pas été en mesure de vérifier de manière indépendante. Un convoi du Haut Commissariat des Nations unies pour les réfugiés a été pris entre deux feux au point de passage de Shchastia pour les organisations humanitaires internationales[33].
- 21 février : Après une pétition officielle des républiques séparatistes, Vladimir Poutine signe la motion de la Douma d'État reconnaissant l'indépendance de la république populaire de Donetsk et de la république populaire de Louhansk[34]. Deux soldats ukrainiens auraient été tués par des bombardements dans le village de Zaïtsevo, à 30 km au nord de Donetsk[35].
- 23 février : L'Ukraine a commencé à recruter des réservistes âgés de 18 à 60 ans après l'ordre du président[36].
- 24 février : La Russie a envahi l'Ukraine avec des bombardements et des troupes traversant les frontières[37],[38],[39]. À midi, plusieurs cibles à différents endroits avaient été bombardées, des civils et du personnel/matériel militaire des deux camps avaient été tués et blessés[40].